# Louise Augusta van Denemarken

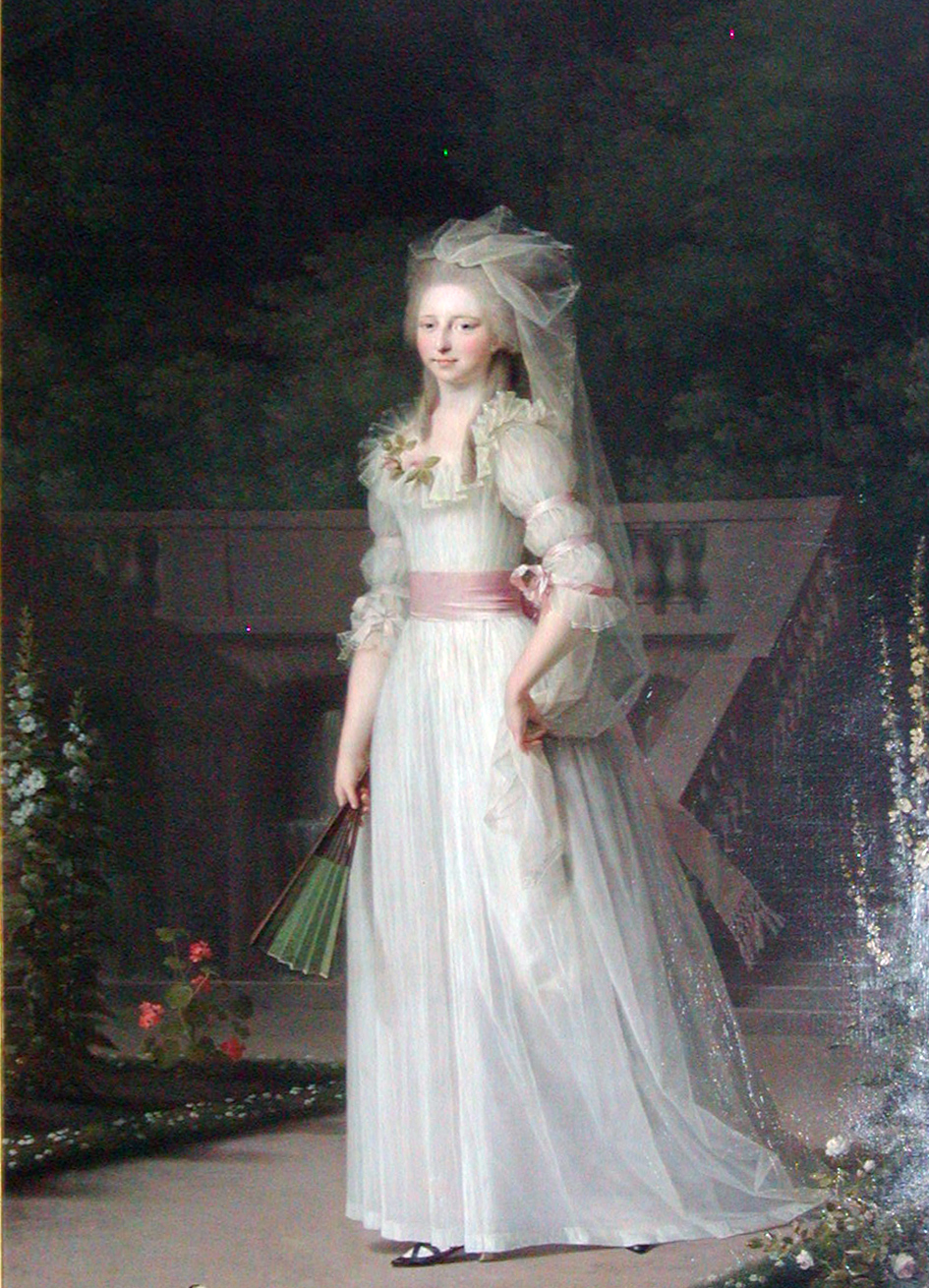
Louise Augusta van Denemarken. Portret van Jens Juel, 18e eeuw

Louise Augusta (Hørsholm, 7 juli 1771 — Augustenborg, 13 januari 1843) was prinses van Denemarken en Noorwegen. Door haar huwelijk met hertog Frederik Christiaan II van Sleeswijk-Holstein-Sonderburg-Augustenburg werd ze hertogin-gemalin van Sleeswijk-Holstein-Sonderburg-Augustenburg.

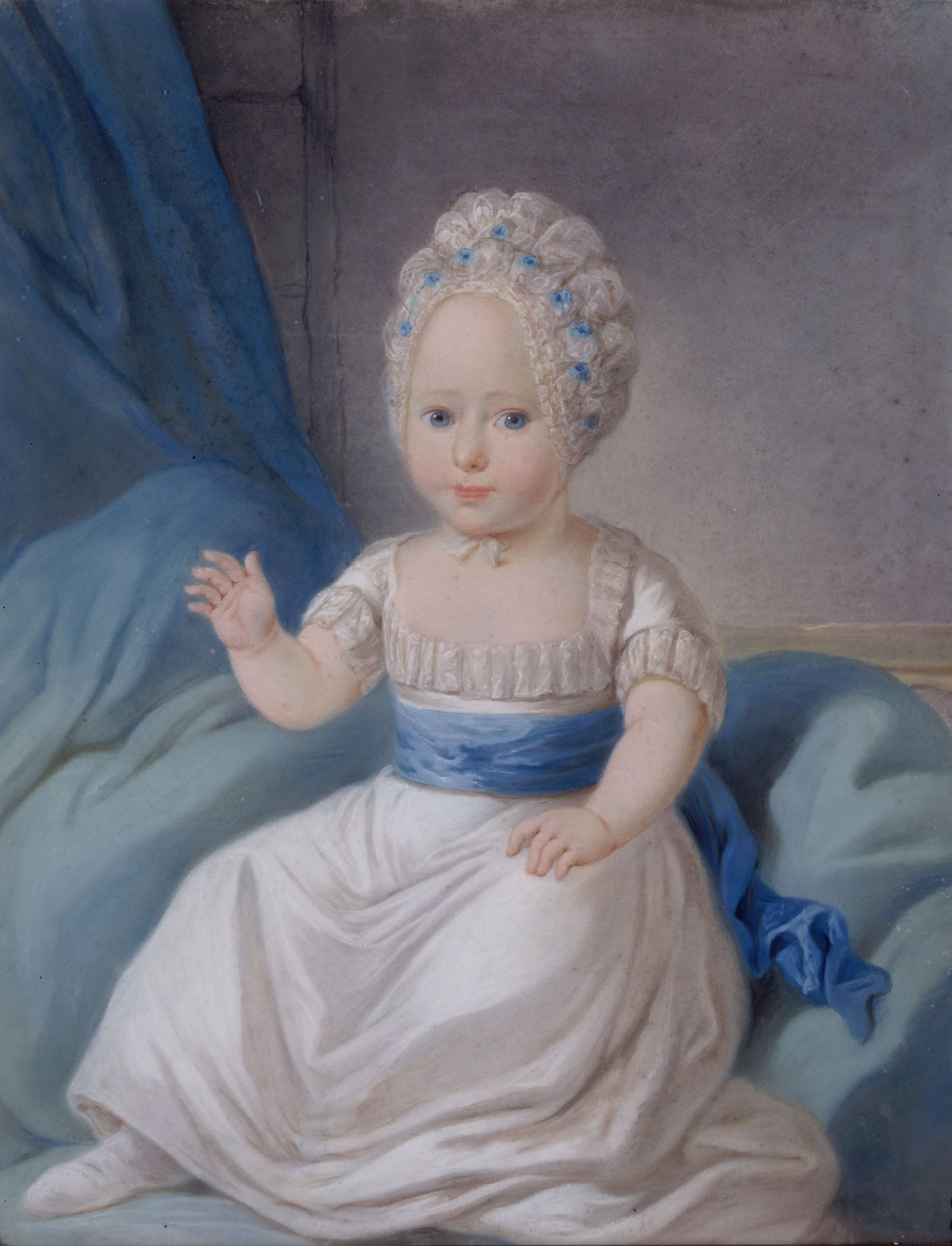
Louise Augusta als kind. Schilderij van Helfrich Peter Sturz, 18e eeuw.

## Familie
Zij was de enige dochter van Christiaan VII, koning van Denemarken en Noorwegen, en van Caroline Mathilde van Wales. Zij werd geboren op het kasteel van Hørsholm in Denemarken in 1771. Volgens wijd verspreide geruchten is haar vader eigenlijk de Duitse lijfarts en Deense regent Johann Friedrich Struensee. Struensee werd terechtgesteld en haar moeder Caroline werd verbannen naar Celle. Daarna werden Louise Auguste en haar oudere broer Frederik opgevoed bij hun stief-grootmoeder koningin Juliana Maria van Brunswijk-Wolfenbüttel.

## Putsch van haar broer
Louise Auguste steunde haar broer Frederik bij zijn staatsgreep in 1784; hun vader koning Christiaan VII werd op een zijspoor gezet. Beide kinderen zouden heel hun leven close blijven.

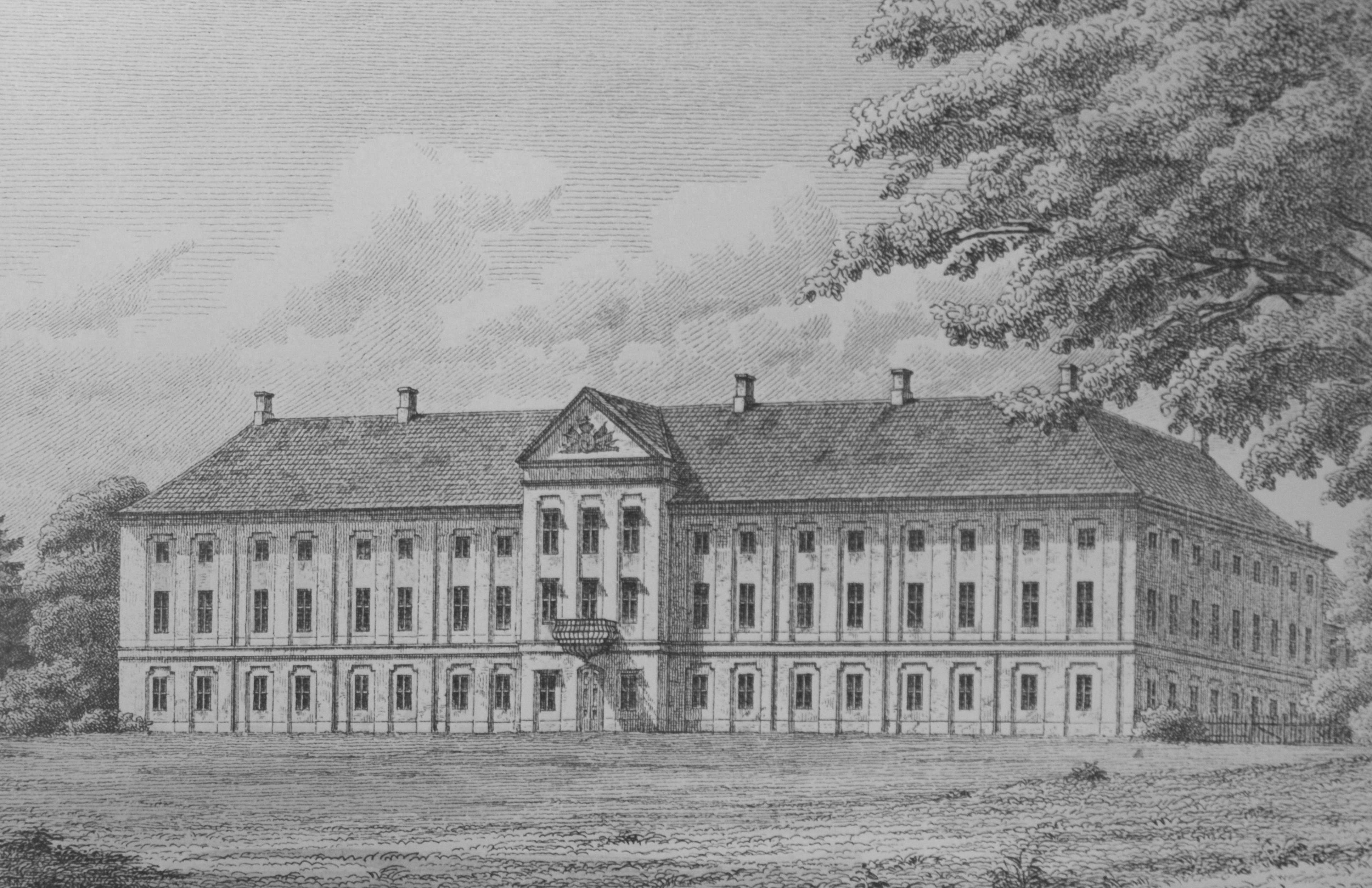
Kasteel van Augustenborg, zowat het enige territorium van het hertogdom Sleeswijk-Holstein-Sonderburg-Augustenburg. Lithografie 18e eeuw

## Huwelijk
In 1786 werd ze uitgehuwelijkt aan Frederik Christiaan II, hertog van Sleeswijk-Holstein-Sonderburg-Augustenburg. Dit hertogdom had geen territorium en omvatte alleen een titel en quasi alleen het landgoed Augustenburg. Hun huwelijk (1786) had als doel de relaties te verbeteren tussen het Deense koningshuis van Oldenburg en de hertogelijke telgen van Sleeswijk-Holstein-Sonderburg. De incorporatie van het hertogdom Sleeswijk in het koninkrijk Denemarken (1721) lag nog altijd gevoelig bij de familie van haar man. 

## Hofleven in Augustenborg
Zij verbleven eerst in Kopenhagen op het kasteel Christiansborg. In 1794 werd het kasteel onbewoonbaar door een brand. Het koppel verhuisde naar het kasteel van Augustenborg, eigendom van haar schoonfamilie. Hier organiseerde het koppel een uitgebreid hofleven. De relaties tussen haar man en haar broer, koning Frederik VI, geraakten evenwel gespannen over de jaren. Haar man zette juridische stappen om zijn vorstenhuis zeggenschap te verwerven over Sleeswijk, en ook, na de ontbinding van het Heilig Roomse Rijk (1804), over het hertogdom Holstein. Dit alles was bedreigend voor de Deense koning en zijn troon. Louise Auguste koos partij voor haar broer Frederik VI en scheidde daarom van haar man in 1810. Haar man overleed in 1814 en weduwe Louise Augusta overleefde hem nog vele jaren op kasteel Augustenburg. Zij overleed er in 1843.

## Kinderen
Frederik Christiaan en Louise Augusta hadden drie kinderen:
- Caroline Amalia (1796-1881), gehuwd met de latere Deense koning Christiaan VIII van Denemarken
- Christiaan Karel Frederik August (1798-1869), hertog van Sleeswijk-Holstein-Sonderburg-Augustenburg, gehuwd met gravin Louise Sofie von Danneskjold-Samsøe
- Frederik Emile August (1800-1865), prins van Noer, gehuwd met gravin Henriette von Danneskjold-Samsøe.

## Kwartierstaat
| Christiaan VI van Denemarken (1699-1746) | Christiaan VI van Denemarken (1699-1746) | Christiaan VI van Denemarken (1699-1746) | Christiaan VI van Denemarken (1699-1746) | Christiaan VI van Denemarken (1699-1746) | Christiaan VI van Denemarken (1699-1746) |                                       |                                       | Sophia Magdalena van Brandenburg-Bayreut (1700-1770) | Sophia Magdalena van Brandenburg-Bayreut (1700-1770) | Sophia Magdalena van Brandenburg-Bayreut (1700-1770) | Sophia Magdalena van Brandenburg-Bayreut (1700-1770) | Sophia Magdalena van Brandenburg-Bayreut (1700-1770) | Sophia Magdalena van Brandenburg-Bayreut (1700-1770) |                                           |                                           | George II van Groot-Brittannië (1683-1760) | George II van Groot-Brittannië (1683-1760) | George II van Groot-Brittannië (1683-1760) | George II van Groot-Brittannië (1683-1760) | George II van Groot-Brittannië (1683-1760) | George II van Groot-Brittannië (1683-1760) |  |  | Caroline van Brandenburg-Ansbach (1683-1737) | Caroline van Brandenburg-Ansbach (1683-1737) | Caroline van Brandenburg-Ansbach (1683-1737) | Caroline van Brandenburg-Ansbach (1683-1737) | Caroline van Brandenburg-Ansbach (1683-1737) | Caroline van Brandenburg-Ansbach (1683-1737) |                                         |                                         | Frederik II van Saksen-Gotha-Altenburg (1676-1732) | Frederik II van Saksen-Gotha-Altenburg (1676-1732) | Frederik II van Saksen-Gotha-Altenburg (1676-1732) | Frederik II van Saksen-Gotha-Altenburg (1676-1732) | Frederik II van Saksen-Gotha-Altenburg (1676-1732) | Frederik II van Saksen-Gotha-Altenburg (1676-1732) |                                      |                                      | Magdalena Augusta van Anhalt-Zerbst (1679-1740) | Magdalena Augusta van Anhalt-Zerbst (1679-1740) | Magdalena Augusta van Anhalt-Zerbst (1679-1740) | Magdalena Augusta van Anhalt-Zerbst (1679-1740) | Magdalena Augusta van Anhalt-Zerbst (1679-1740) | Magdalena Augusta van Anhalt-Zerbst (1679-1740) |
| Christiaan VI van Denemarken (1699-1746) | Christiaan VI van Denemarken (1699-1746) | Christiaan VI van Denemarken (1699-1746) | Christiaan VI van Denemarken (1699-1746) | Christiaan VI van Denemarken (1699-1746) | Christiaan VI van Denemarken (1699-1746) |                                       |                                       | Sophia Magdalena van Brandenburg-Bayreut (1700-1770) | Sophia Magdalena van Brandenburg-Bayreut (1700-1770) | Sophia Magdalena van Brandenburg-Bayreut (1700-1770) | Sophia Magdalena van Brandenburg-Bayreut (1700-1770) | Sophia Magdalena van Brandenburg-Bayreut (1700-1770) | Sophia Magdalena van Brandenburg-Bayreut (1700-1770) |                                           |                                           | George II van Groot-Brittannië (1683-1760) | George II van Groot-Brittannië (1683-1760) | George II van Groot-Brittannië (1683-1760) | George II van Groot-Brittannië (1683-1760) | George II van Groot-Brittannië (1683-1760) | George II van Groot-Brittannië (1683-1760) |  |  | Caroline van Brandenburg-Ansbach (1683-1737) | Caroline van Brandenburg-Ansbach (1683-1737) | Caroline van Brandenburg-Ansbach (1683-1737) | Caroline van Brandenburg-Ansbach (1683-1737) | Caroline van Brandenburg-Ansbach (1683-1737) | Caroline van Brandenburg-Ansbach (1683-1737) |                                         |                                         | Frederik II van Saksen-Gotha-Altenburg (1676-1732) | Frederik II van Saksen-Gotha-Altenburg (1676-1732) | Frederik II van Saksen-Gotha-Altenburg (1676-1732) | Frederik II van Saksen-Gotha-Altenburg (1676-1732) | Frederik II van Saksen-Gotha-Altenburg (1676-1732) | Frederik II van Saksen-Gotha-Altenburg (1676-1732) |                                      |                                      | Magdalena Augusta van Anhalt-Zerbst (1679-1740) | Magdalena Augusta van Anhalt-Zerbst (1679-1740) | Magdalena Augusta van Anhalt-Zerbst (1679-1740) | Magdalena Augusta van Anhalt-Zerbst (1679-1740) | Magdalena Augusta van Anhalt-Zerbst (1679-1740) | Magdalena Augusta van Anhalt-Zerbst (1679-1740) |
|                                          |                                          |                                          |                                          |                                          |                                          |                                       |                                       |                                                      |                                                      |                                                      |                                                      |                                                      |                                                      |                                           |                                           |                                            |                                            |                                            |                                            |                                            |                                            |  |  |                                              |                                              |                                              |                                              |                                              |                                              |                                         |                                         |                                                    |                                                    |                                                    |                                                    |                                                    |                                                    |                                      |                                      |                                                 |                                                 |                                                 |                                                 |                                                 |                                                 |
|                                          |                                          |                                          |                                          |                                          |                                          |                                       |                                       |                                                      |                                                      |                                                      |                                                      |                                                      |                                                      |                                           |                                           |                                            |                                            |                                            |                                            |                                            |                                            |  |  |                                              |                                              |                                              |                                              |                                              |                                              |                                         |                                         |                                                    |                                                    |                                                    |                                                    |                                                    |                                                    |                                      |                                      |                                                 |                                                 |                                                 |                                                 |                                                 |                                                 |
|                                          |                                          |                                          |                                          | Frederik V van Denemarken (1723-1766)    | Frederik V van Denemarken (1723-1766)    | Frederik V van Denemarken (1723-1766) | Frederik V van Denemarken (1723-1766) | Frederik V van Denemarken (1723-1766)                | Frederik V van Denemarken (1723-1766)                |                                                      |                                                      |                                                      |                                                      |                                           |                                           | Louise van Hannover (1724-1751)            | Louise van Hannover (1724-1751)            | Louise van Hannover (1724-1751)            | Louise van Hannover (1724-1751)            | Louise van Hannover (1724-1751)            | Louise van Hannover (1724-1751)            |  |  | Frederik van Groot-Brittannië (1707-1751)    | Frederik van Groot-Brittannië (1707-1751)    | Frederik van Groot-Brittannië (1707-1751)    | Frederik van Groot-Brittannië (1707-1751)    | Frederik van Groot-Brittannië (1707-1751)    | Frederik van Groot-Brittannië (1707-1751)    |                                         |                                         |                                                    |                                                    |                                                    |                                                    | Augusta van Saksen-Gotha (1719-1772)               | Augusta van Saksen-Gotha (1719-1772)               | Augusta van Saksen-Gotha (1719-1772) | Augusta van Saksen-Gotha (1719-1772) | Augusta van Saksen-Gotha (1719-1772)            | Augusta van Saksen-Gotha (1719-1772)            |                                                 |                                                 |                                                 |                                                 |
|                                          |                                          |                                          |                                          | Frederik V van Denemarken (1723-1766)    | Frederik V van Denemarken (1723-1766)    | Frederik V van Denemarken (1723-1766) | Frederik V van Denemarken (1723-1766) | Frederik V van Denemarken (1723-1766)                | Frederik V van Denemarken (1723-1766)                |                                                      |                                                      |                                                      |                                                      |                                           |                                           | Louise van Hannover (1724-1751)            | Louise van Hannover (1724-1751)            | Louise van Hannover (1724-1751)            | Louise van Hannover (1724-1751)            | Louise van Hannover (1724-1751)            | Louise van Hannover (1724-1751)            |  |  | Frederik van Groot-Brittannië (1707-1751)    | Frederik van Groot-Brittannië (1707-1751)    | Frederik van Groot-Brittannië (1707-1751)    | Frederik van Groot-Brittannië (1707-1751)    | Frederik van Groot-Brittannië (1707-1751)    | Frederik van Groot-Brittannië (1707-1751)    |                                         |                                         |                                                    |                                                    |                                                    |                                                    | Augusta van Saksen-Gotha (1719-1772)               | Augusta van Saksen-Gotha (1719-1772)               | Augusta van Saksen-Gotha (1719-1772) | Augusta van Saksen-Gotha (1719-1772) | Augusta van Saksen-Gotha (1719-1772)            | Augusta van Saksen-Gotha (1719-1772)            |                                                 |                                                 |                                                 |                                                 |
|                                          |                                          |                                          |                                          |                                          |                                          |                                       |                                       |                                                      |                                                      | Christiaan VII van Denemarken (1749-1808)            | Christiaan VII van Denemarken (1749-1808)            | Christiaan VII van Denemarken (1749-1808)            | Christiaan VII van Denemarken (1749-1808)            | Christiaan VII van Denemarken (1749-1808) | Christiaan VII van Denemarken (1749-1808) |                                            |                                            |                                            |                                            |                                            |                                            |  |  |                                              |                                              |                                              |                                              |                                              |                                              | Caroline Mathilde van Wales (1751-1775) | Caroline Mathilde van Wales (1751-1775) | Caroline Mathilde van Wales (1751-1775)            | Caroline Mathilde van Wales (1751-1775)            | Caroline Mathilde van Wales (1751-1775)            | Caroline Mathilde van Wales (1751-1775)            |                                                    |                                                    |                                      |                                      |                                                 |                                                 |                                                 |                                                 |                                                 |                                                 |
|                                          |                                          |                                          |                                          |                                          |                                          |                                       |                                       |                                                      |                                                      | Christiaan VII van Denemarken (1749-1808)            | Christiaan VII van Denemarken (1749-1808)            | Christiaan VII van Denemarken (1749-1808)            | Christiaan VII van Denemarken (1749-1808)            | Christiaan VII van Denemarken (1749-1808) | Christiaan VII van Denemarken (1749-1808) |                                            |                                            |                                            |                                            |                                            |                                            |  |  |                                              |                                              |                                              |                                              |                                              |                                              | Caroline Mathilde van Wales (1751-1775) | Caroline Mathilde van Wales (1751-1775) | Caroline Mathilde van Wales (1751-1775)            | Caroline Mathilde van Wales (1751-1775)            | Caroline Mathilde van Wales (1751-1775)            | Caroline Mathilde van Wales (1751-1775)            |                                                    |                                                    |                                      |                                      |                                                 |                                                 |                                                 |                                                 |                                                 |                                                 |
|                                          |                                          |                                          |                                          |                                          |                                          |                                       |                                       |                                                      |                                                      |                                                      |                                                      |                                                      |                                                      |                                           |                                           |                                            |                                            |                                            |                                            |                                            |                                            |  |  |                                              |                                              |                                              |                                              |                                              |                                              |                                         |                                         |                                                    |                                                    |                                                    |                                                    |                                                    |                                                    |                                      |                                      |                                                 |                                                 |                                                 |                                                 |                                                 |                                                 |
|                                          |                                          |                                          |                                          |                                          |                                          |                                       |                                       |                                                      |                                                      |                                                      |                                                      |                                                      |                                                      |                                           |                                           |                                            |                                            |                                            |                                            |                                            |                                            |  |  |                                              |                                              |                                              |                                              |                                              |                                              |                                         |                                         |                                                    |                                                    |                                                    |                                                    |                                                    |                                                    |                                      |                                      |                                                 |                                                 |                                                 |                                                 |                                                 |                                                 |
|                                          |                                          |                                          |                                          |                                          |                                          |                                       |                                       |                                                      |                                                      |                                                      |                                                      |                                                      |                                                      |                                           |                                           | Frederik VI van Denemarken (1768-1839)     | Frederik VI van Denemarken (1768-1839)     | Frederik VI van Denemarken (1768-1839)     | Frederik VI van Denemarken (1768-1839)     | Frederik VI van Denemarken (1768-1839)     | Frederik VI van Denemarken (1768-1839)     |  |  | Louise Augusta van Denemarken (1771-1843)    | Louise Augusta van Denemarken (1771-1843)    | Louise Augusta van Denemarken (1771-1843)    | Louise Augusta van Denemarken (1771-1843)    | Louise Augusta van Denemarken (1771-1843)    | Louise Augusta van Denemarken (1771-1843)    |                                         |                                         |                                                    |                                                    |                                                    |                                                    |                                                    |                                                    |                                      |                                      |                                                 |                                                 |                                                 |                                                 |                                                 |                                                 |